# بيتر كولينز (أكاديمي)
بيتر كولينز (بالإنجليزية: Peter Collins)‏ هو أكاديمي جنوب أفريقي، ولد في 4 مارس 1945.